# Avery Dulles

‎‎
Avery Kardinal Dulles, ameriški pravnik, častnik, jezuit, teolog, pedagog in kardinal, * 24. avgust 1918, Auburn, New York, ZDA, † 2008.
Dulles je bil prvi ameriški teolog, ki je bil posvečen v kardinala, ne da bi bil prej posvečen v škofa. Od leta 1988 do leta 2008 je bil profesor religije in družbe na Fordham University.

## Življenjepis
Rodil se je Johnu Fosterju Dullesu, sekretarju države ZDA in njegovi ženi Janet Pomeroy Avery Dulles.
Osnovno šolanje je opravil v New Yorku, medtem ko je sekundarno šolanje opravil v Švici in Novi Angliji. Leta 1940 je diplomiral na Harvard College, nakar je še eno leto in pol študiral pravo na Harvard Law School, nato pa je vstopil v Vojno mornarico ZDA, kjer je postal častnik.
Po koncu druge svetovne vojne je bil leta 1946 odpuščen iz VM ZDA, nakar je vstopil v jezuitski red in leta 1956 prejel duhovniško posvečenje.
Sprva je leto dni služil v Nemčiji, nato pa je leta 1960 opravil doktorat iz posvečene teologije na Gregorijanski univerzi v Rimu. 
21. februarja 2001 ga je takratni papež, Janez Pavel II., posvetil v kardinala Rimskokatoliške Cerkve, kljub temu, da ni bil predhodno posvečen v škofa. Vzrok je bila prošnja papežu, da ga povzdigne v kardinala in mu spregleda neposvetitev zaradi starosti. Njegov tirularni naziv je bil »Kardinal-diakon Najbolj svetih imen Jezusa in Marije« (SS. Nome di Gesù e Maria in Via Lata).  
Poučeval je na naslednjih univerzah/fakultetah:
- Woodstock College (1960-1974)
- Ameriška katoliška univerza (1974-1988)
- Univerza v Fordhamu (1988-2008).

## Dela
Napisal je več kot 750 člankov o teoloških temah in 22 knjig.